# 州立查特爾奧克學院
州立查特爾奧克學院（Charter Oak State College）是位於美國康涅狄格州新不列顛的一所公立文理學院，由康涅狄格州議會創立於1973年，其名稱是為了紀念一棵在1856年被颶風吹倒的百年老樹“憲章橡木”（Charter Oak，音譯查特爾奧克）。《美國新聞與世界報道》 並未給予其排名資格。

## 外部連結
- Official website （页面存档备份，存于）
- Statistical Information at College Choices for Adults （页面存档备份，存于）

41°41′17″N 72°46′07″W / 41.688147°N 72.768695°W